# Bermuda op de Olympische Zomerspelen 1976
Bermuda nam deel aan de Olympische Zomerspelen 1976 in Montréal, Canada. De bokser Clarence Hill schreef geschiedenis voor zijn land door de allereerste olympische medaille ooit te winnen.

## Medailleoverzicht
| Sport  | Olympiër(s)   | Onderdeel | Medaille |
| ------ | ------------- | --------- | -------- |
| Boksen | Clarence Hill | +81kg (m) | Brons    |

## Deelnemers en resultaten

### Atletiek
| Olympiër                                               | Discipline       | Resultaat | Prestatie                                        |
| ------------------------------------------------------ | ---------------- | --------- | ------------------------------------------------ |
| Michael Sharpe                                         | 100m (m)         | 34e       | serie 2: 4e in 10,70                             |
| Gregory Simons                                         | 100m (m)         | 40e       | serie 1: 5e in 10,76                             |
| Dennis Trott                                           | 100m (m)         | 23e       | serie 4: 5e in 10,67 kwartfinale 1: 5e in 10,64  |
| Calvin Dill                                            | 200m (m)         | 24e       | serie 2: 4e in 22,38 kwartfinale 2: 6e in 21,40  |
| Renelda Swan                                           | 400m (m)         | 40e       | serie 3: 6e in 49,13                             |
| Raymond Swan                                           | marathon (m)     | 58e       | 2:39.18                                          |
| Calvin Dill Michael Sharpe Gregory Simons Dennis Trott | 4x100m (m)       | 10e       | serie 1: 4e in 39,90 halve finale 1: 5e in 39,78 |
| Clark Godwin                                           | hoogspringen (m) | 32e       | kwalificatie groep B: 15e met 2,05m              |
|                                                        |                  |           |                                                  |
| Debbie Jones                                           | 100m (v)         | DNF       | serie 2: 5e in 11,84 kwartfinale 1: niet gestart |

### Boksen
| Olympiër       | Discipline | Resultaat | Prestatie |
| -------------- | ---------- | --------- | --- |
| Robert Burgess | -81kg (m)  | 5e        | 1e ronde: vrij 2e ronde: W van ETH Mekonnen: walk-over kwartfinale: V van ROU Dafinoiu: 0-5                              |
| Clarence Hill  | +81kg (m)  | Brons     | 1e ronde: vrij 2e ronde: W van IRI Badpa: knock-out kwartfinale: W van BEL Gauwe: 5-0 halve finale: V van ROU Simon: 0-5 |

### Zeilen
| Olympiër                                   | Discipline | Resultaat | Prestatie                               |
| ------------------------------------------ | ---------- | --------- | --------------------------------------- |
| Howard Lee                                 | finn       | 26e       | 175 punten: (26-opgave-17-DSQ-20-24-24) |
| Larry Lindo Eugene Simmons                 | 470        | 17e       | 116 punten: (15-9-23-22-14-11-9)        |
| Richard Belvin Gordon Flood Raymond Pitman | soling     | 21e       | 141 punten: (12-18-opgave-22-10-22-21)  |

Amerikaanse Maagdeneilanden · Andorra · Antigua en Barbuda · Argentinië · Australië · Bahama's · Barbados · België · Belize · Bermuda · Bolivia · Bondsrepubliek Duitsland · Brazilië · Bulgarije · Canada · Chili · Colombia · Costa Rica · Cuba · Denemarken · Dominicaanse Republiek · Duitse Democratische Republiek · Ecuador · Egypte · Fiji · Filipijnen · Finland · Frankrijk · Griekenland · Groot-Brittannië · Guatemala · Haïti · Honduras · Hongarije · Hongkong · Ierland · IJsland · India · Indonesië · Iran · Israël · Italië · Ivoorkust · Jamaica · Japan · Joegoslavië · Kaaimaneilanden · Kameroen · Koeweit · Libanon · Liechtenstein · Luxemburg · Maleisië · Marokko · Mexico · Monaco · Mongolië · Nederland · Nederlandse Antillen · Nepal · Nicaragua · Nieuw-Zeeland · Noord-Korea · Noorwegen · Oostenrijk · Pakistan · Panama · Papoea-Nieuw-Guinea · Paraguay · Peru · Polen · Portugal · Puerto Rico · Roemenië · San Marino · Saoedi-Arabië · Senegal · Singapore · Sovjet-Unie · Spanje · Suriname · Thailand · Trinidad en Tobago · Tsjecho-Slowakije · Tunesië · Turkije · Uruguay · Venezuela · Verenigde Staten · Zuid-Korea · Zweden · Zwitserland